# Cantiques des degrés

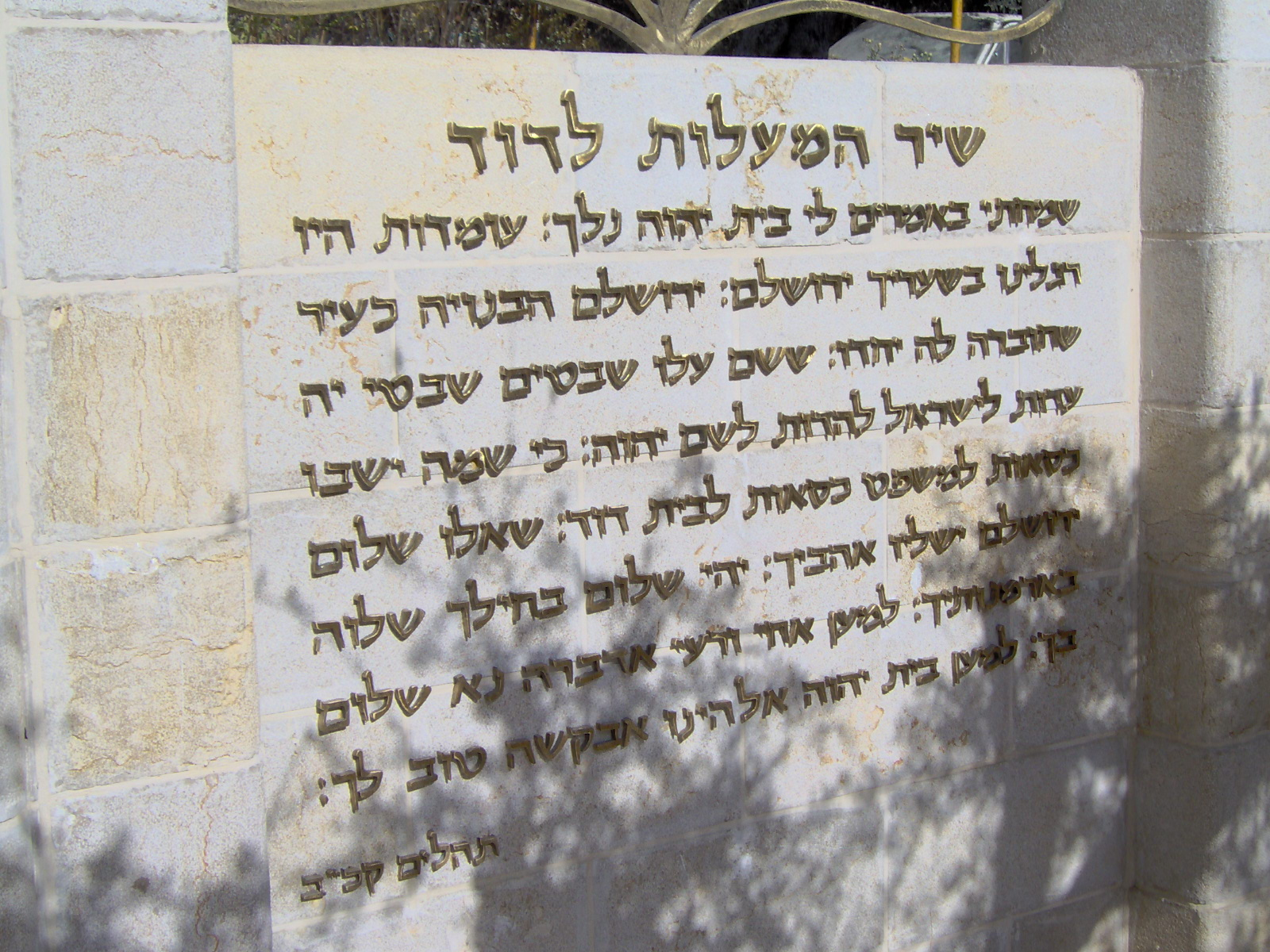
Les cantiques des degrés apparaissent en hébreu sur les murs à l’entrée de Jérusalem, évoquant la tradition juive d’y monter en pèlerinage

Les cantiques des degrés (hébreu : שירי המעלות shirei hama'alot), également appelés psaumes graduels ou chants des montées, sont un ensemble de quinze psaumes (120 à 134 dans la Bible hébraïque, de 119 à 133 dans la Septante et la Vulgate) qui commencent par les mots Shir hama'alot (hébreu: שיר המעלות), sauf au Psaume 121/120 où la formule est un peu différente (Shir lama'alot (hébreu: שיר למעלות)).
Conçus pour être chantés lors des trois fêtes de pèlerinage par les pèlerins ou les prêtres sur les quinze degrés, c’est-à-dire les marches qui menaient au Temple de Jérusalem, les cantiques des degrés sont considérés tant dans l’exégèse traditionnelle que dans la critique biblique comme une unité littéraire particulière.

## Présentation et structure
L'origine de ce nom tient probablement aux circonstances dans lesquelles ces psaumes étaient chantés : quand le peuple montait à Jérusalem pour assister aux festivals de pèlerinage, ou quand les prêtres (les kohanim) montaient les quinze degrés du temple de Jérusalem, pour effectuer leur ministère. Ces psaumes étaient adaptés au chant, du fait de leur forme poétique et de la richesse des sentiments qu'ils exprimaient. Ils sont caractérisés par leur brièveté, des répétitions, un mot-clé, et leur style épigrammatique. Plus de la moitié d'entre eux expriment la joie, et tous contiennent une lueur d'espoir.
Les quinze psaumes des cantiques des degrés commencent tous par l'indication : chants des montées, et il n'y en a pas d'autres parmi les 150 psaumes. Mais il existe de petites variations dans les indications d'un psaume à l'autre. Le seul psaume signalé de Salomon est le 127, situé au milieu des quinze. Les quatre signalés de David sont disposés symétriquement autour de lui : 122, 124, 131 et 133. Autour du psaume 127, quatre psaumes avec des indications parfaitement identiques forment comme un noyau.
La disposition symétrique autour d'un centre correspond à une logique courante dans la Bible hébraïque. Les éléments appariés se répondent l'un l'autre, ce qui fait entrer le lecteur ou le psalmiste dans une logique de va-et-vient, une logique de mystère qui tranche avec le discours linéaire démonstratif qui a pétri la civilisation gréco-latine, et dont la culture occidentale procède. Finalement, ces cantiques des degrés constituent un chemin mystique vers Dieu à partir des leçons spirituelles des rois David et Salomon.

## Utilisation dans le judaïsme
Il est de coutume de lire les psaumes 126:1-6, 145:21, 115:18, 118:1, et 106:2 avant de commencer le Birkat Hamazon (action de grâce après les repas) lors des chabbattot et jours de fête. La Kabbale a également institué l’usage de placer une copie du psaume 121 sur le lieu de l’accouchement pour obtenir un accouchement facile en demandant la miséricorde de Dieu. Il peut aussi être placé dans la chambre ou la poussette d’un bébé pour le protéger et l’entourer.
Dans le rite ashkénaze, ce groupe de psaumes est récité avec le psaume 104 l’après-midi du shabbat en hiver. Le psaume 126 est aussi chanté avant les grâces, les jours de chabbat et de fête.

## Utilisation dans les différentes liturgies chrétiennes
L'usage de ces psaumes dans la liturgie chrétienne vient de ses racines juives. La version des Écritures utilisées par l'Église primitive, au moins autant que la Bible hébraïque était concernée, était d'abord la Septante, où ces psaumes sont numérotés de 119 à 133. Parmi les premiers ermites, beaucoup observaient la pratique de réciter le psautier en entier chaque jour, et les communautés de cénobites chantaient le psautier en entier chaque semaine. Ainsi, ces psaumes étaient chantés selon un rythme régulier, lors des horaires canoniques.

### Christianisme oriental
Dans l'Église orthodoxe et les Églises catholiques orientales, qui suivent le rite byzantin, les cantiques des montées (en grec άναβαθμοί / anabathmoí) constituent le 18e cathisme (division du psautier), et sont lus le vendredi soir aux vêpres tout au long de l'année liturgique. Les Kathisma sont divisés en trois sections (les stances), de cinq psaumes chacune.
Pendant le grand carême le 18e cathisme est lu chaque jour de la semaine, du lundi au vendredi aux vêpres, et du lundi au mercredi de la semaine sainte. Dans l'usage slave, ce kathisma est aussi lu tous les soirs de semaine aux vêpres de l'apodose de l'Exaltation de la Croix au jeûne de la Nativité du Christ, et de l'apodose de la théophanie au dimanche du Fils prodigue (périodes pénitentielles). La raison en est que les nuits sont plus longues en hiver, surtout aux latitudes élevées, donc pendant cette période, trois cathismes peuvent être chantés au lieu de deux aux mâtines. Pour maintenir une lecture du psautier aux vêpres, le 18e cathisme est répété le soir.

#### Les anabathmoi
Aux matines du dimanche, les anabathmoi (ou anavathmoi) (du grec ancien : άναβαθμοί, de βαθμός, bathmos, « marche » ; slavon d'église : stepénnyi), sont psalmodiés juste avant le prokeimenon et l'Évangile des Matines. Ces anabathmoi paraphrasent les cantiques des montées, écrits dans les huit tons du chant byzantin. Pour chaque ton, l'anabathmoi consiste en trois stases ou groupes de versets (les antiennes), excepté pour le ton 8, qui a quatre stances. Le dimanche, les anabathmoi sont psalmodiés selon le ton de la semaine. Les jours de fête avec polyéléos, les anabathmoi consistent toujours en la première stance dans le ton 4 (fondée sur le psaume 128). Symboliquement, les anabathmoi sont psalmodiés dans l'idée que les chrétiens sont en pèlerinage vers la Jérusalem céleste, et l'intensité spirituelle de l'office augmente à l'approche de la lecture de l'Évangile. C'est un reste de la liturgie de la Grande église de Constantinople.

### Christianisme occidental
L'office quotidien a été fortement marqué par l'influence de la règle de saint Benoît, où ces psaumes sont assignés à tierce, sexte et none les jours de semaine. Avec le temps cependant, des programmes variés ont été utilisés pour la récitation des psaumes. Dans la liturgie des Heures de l'Église catholique, les psaumes graduels sont lus les jours de solennité, excepté pour certaines solennités du Seigneur et durant l'octave pascale ainsi que les solennités tombant le dimanche.